# Kościół Niepokalanego Poczęcia Najświętszej Maryi Panny w Wigrach
Kościół Niepokalanego Poczęcia Najświętszej Maryi Panny w Wigrach – rzymskokatolicki kościół parafialny pw. Niepokalanego Poczęcia Najświętszej Maryi Panny, wybudowany według projektu Pietro Putiniego w latach 1694–1745 w Wigrach.
Kościół wchodzi w skład Pokamedulskiego Zespołu Klasztornego w Wigrach i stanowi unikatowy w tej części kraju zabytek architektury. Kościół ten jest przykładem architektury barokowej i posiada fasadę typową dla stylu kapucyńskiego.

## Historia
6 stycznia 1667 król Jan Kazimierz darował wyspę na jeziorze Wigry wraz z dworem myśliwskim kamedułom. W 1671 pierwszy drewniany kościół i siedzibę kamedułów strawił pożar. W 1694 kameduli przystąpili do budowy dużego zespołu klasztornego. Wyspę połączyli groblą z lądem, podwyższyli i uregulowali. Budowle powstawały na dwóch tarasach o wysokości 11 i 16 m nad lustrem wody zabezpieczonych murami oporowymi. Dominującym elementem założenia architektonicznego był kościół usytuowany w zachodniej części górnego tarasu. Budowę kościoła ukończono w 1745. W 1800 rząd pruski przeniósł zakonników do Warszawy, a ich siedzibę zajęła nowo utworzona diecezja wigierska, a kościół był katedrą. Dobudowano wtedy chór muzyczny. W 1818 diecezję przeniesiono do Sejn, a kościół pełnił funkcję świątyni parafialnej. W 1825 zdjęto porwaną przez wiatr blachę, a dach pokryto dachówką. W 1835 przewieziono do Suwałk marmurowe balustrady, a w okresie późniejszym dwie duże figury św. Rocha i Benedykta, które do dzisiaj stoją przed kościołem św. Aleksandra w Suwałkach. W XIX w. kilkakrotnie restaurowano świątynię. Podczas I wojny światowej kościół poważnie ucierpiał. Zniszczeniu uległy wieże, dach i ściana wschodnia. Odbudowę rozpoczęto dopiero w 1922, a pierwsze nabożeństwo odprawiono w 1933. W 1944 znów poważnie uszkodzony i odbudowywany do 1966. W 1981 wymalowano kościół w kolorze różu, kremowym i kości słoniowej. W 1986 położono w nawie i prezbiterium posadzkę marmurową. Dawny marmur zachowano w kaplicach. W dniu 9 czerwca 1999 świątynię nawiedził Jan Paweł II podczas VII pielgrzymki do Polski.

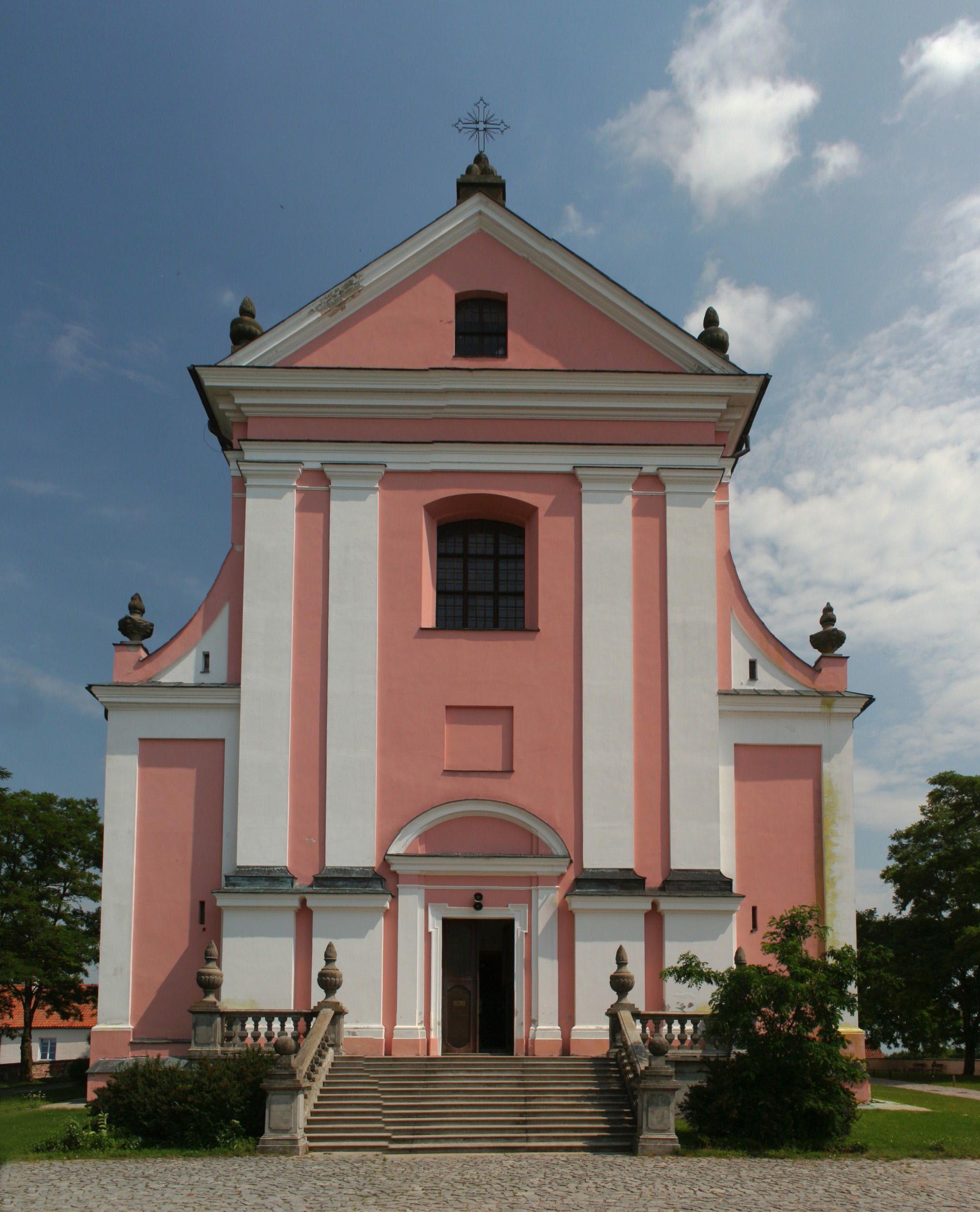
Fasada
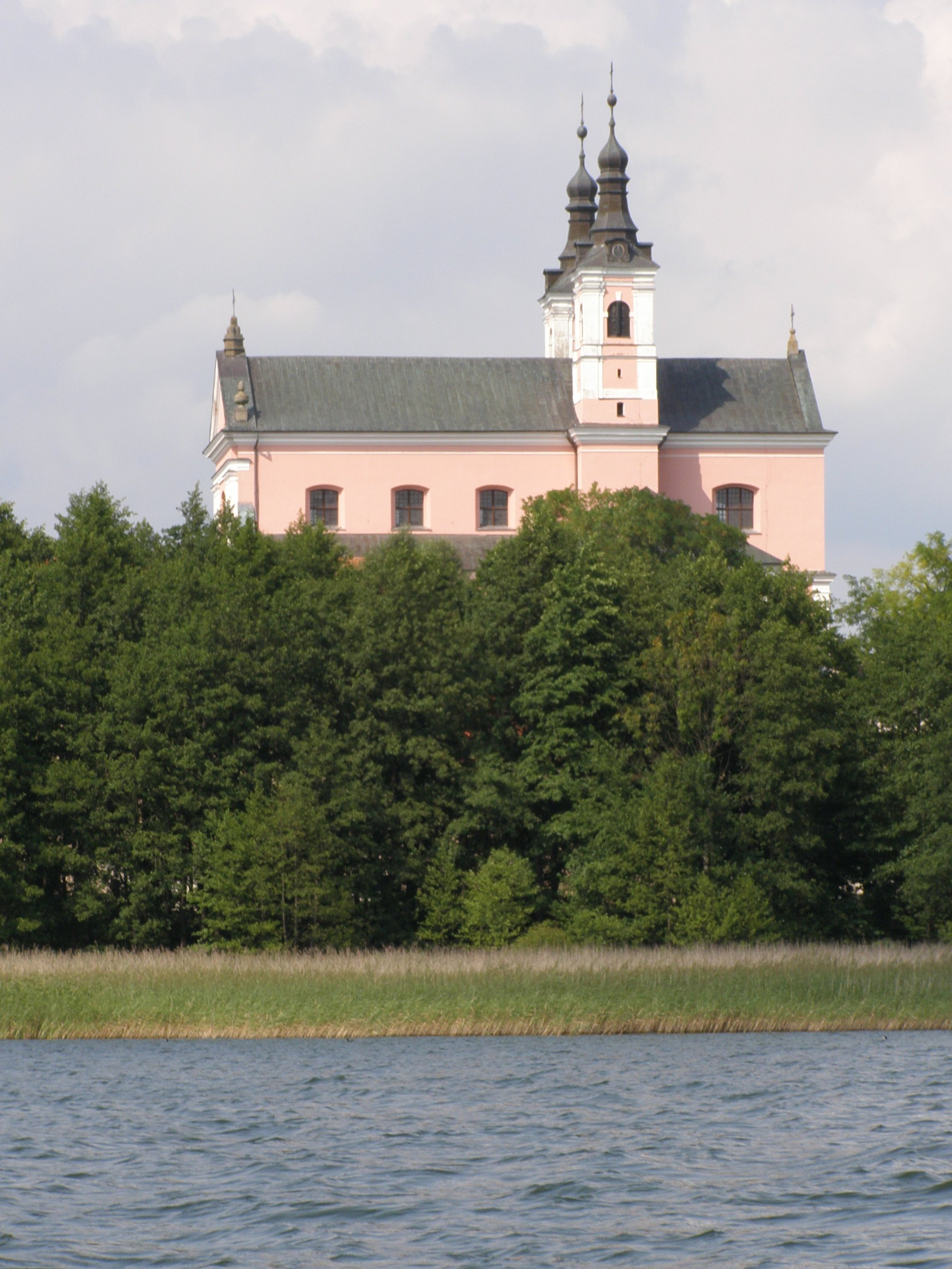
Elewacja południowa
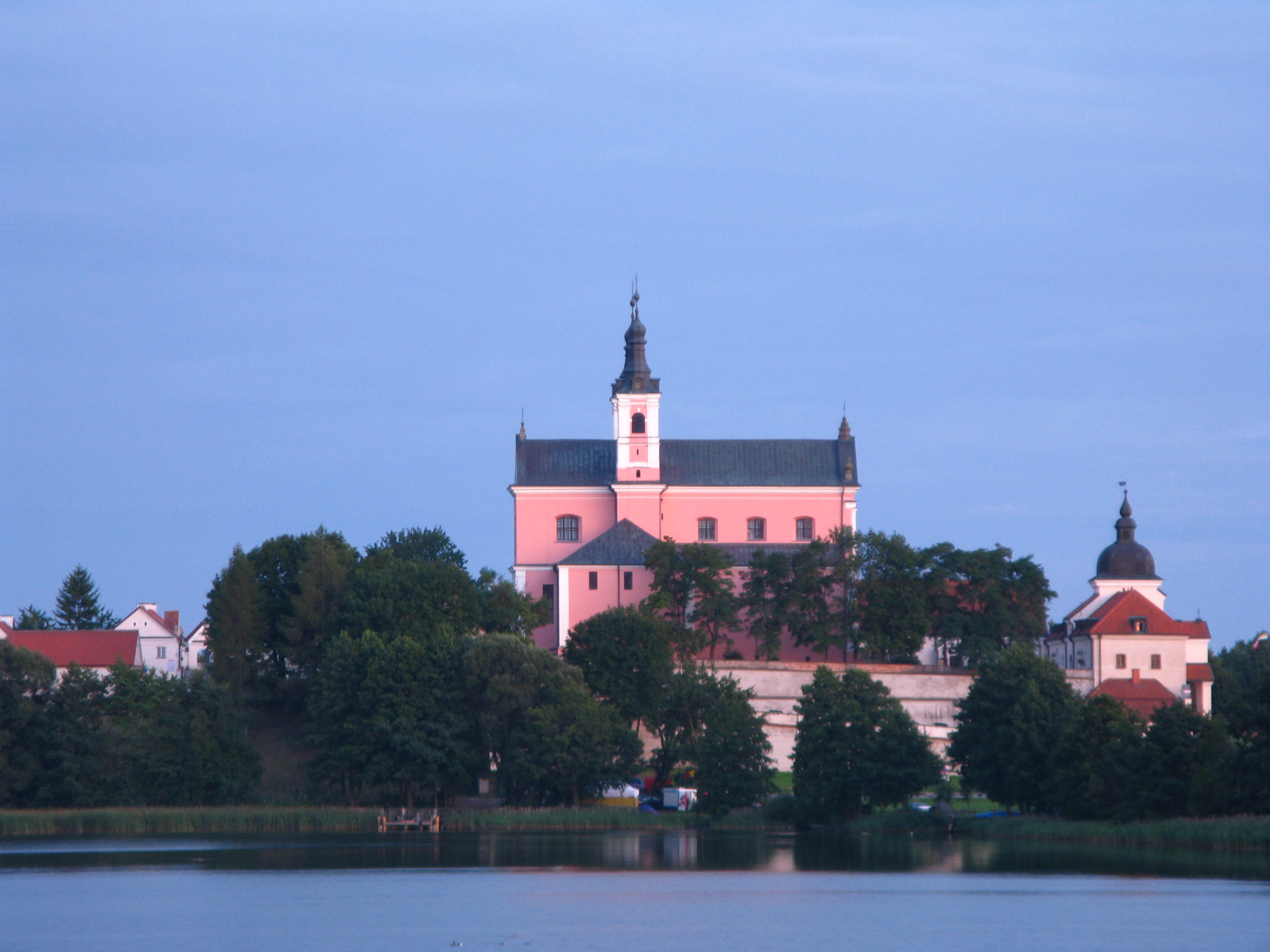
Elewacja północna

## Architektura i wyposażenie
Pierwowzorem budowli był kościół kapucynów warszawskich przy Miodowej. Kościół zbudowano na planie krzyża łacińskiego. Jego krótsze ramiona tworzą piętrowe pomieszczenia kaplicy oraz zakrystii. To budowla orientowana, z jedną nawą z wydłużonym prezbiterium, do którego z obu stron przylegają dwukondygnacyjne wieże na planie kwadratu. Wieże wieńczą wysmukłe barokowe hełmy. Dach dwuspadowy miedziany. Kościół murowany z cegły, tynkowany. Jego długość wynosi 56 m, szerokość 30, zaś wysokość sklepienia 17,5 m. Fasada (elewacja zachodnia z głównym wejściem) utrzymana w skromnej szacie nawiązującej do architektury kapucyńskiej. Zwieńczona w formie trójkątnego szczytu, wsparta na dwóch parach toskańskich pilastrów o wysokich cokołach. Do nich przylegają smukłe prostokątne ścianki zamykające kaplice boczne. Otwór wejściowy obwiedziony opaską z uszakami, ujęty portalem ze zdwojonych pilastrów toskańskich i zamkniętego odcinkowo naczółka. Elewacja tylna dwukondygnacyjna rozczłonkowana profilowanym gzymsem. Elewacje boczne obwiedzione wąskim gzymsem koronującym, na narożach opięte pilastrami na cokołach.
Wewnątrz nawa główna przesklepiona kolebką na gurtach z lunetami. Nawa ma trzy przęsła rozdzielone pojedynczymi pilastrami. Po obu jej stronach znajdują się trzy pary przeciwległych kaplic otwierających się prostokątnymi arkadami. Bogate wnętrze kościoła wypełnia siedem ołtarzy w stylu rokokowym. Wszystkie mają nowe obrazy, gdyż dawne uległy zniszczeniu i rozproszeniu. 
- Ołtarz główny wykonany w drewnie w latach 1720-40, który uległ zniszczeniu podczas pierwszej wojny światowej, zrekonstruowano w 1962 przy użyciu oryginalnych fragmentów. Ażurowa rzeźba ołtarza przedstawia swoim kształtem i ornamentyką wielką literę M podkreślając u Kamedułów szczególny kult Matki Bożej. W centrum ołtarza współczesny obraz Niepokalanego Poczęcia NMP autorstwa Wiktora Winikajtisa, przewodnika z Wigier oraz po bokach XVIII-wieczne figury św. Romualda i św. Benedykta.

oraz sześć ołtarzy znajdujących się w kaplicach. Są to od strony południowej: 
- Kaplica św. Romualda z ołtarzem wykonanym w barwnej okładzinie majolikowej i ścianami ze stuku;
- Kaplica pw. Bożego Narodzenia z nastawą ołtarzową w kształcie trapezu i freskami na ścianie wschodniej i zachodniej;
- Kaplica św. Kazimierza zwana królewską z drewnianym, kolumnowym, złoconym ołtarzem i stojącymi po bokach oryginalnymi rzeźbami królów Jana Kazimierza i Władysława IV;

i od strony północnej:
- Kaplica św. Piotra z nastawą otoczoną parą kolumn o korynckich głowicach i z rzeźbami świętych Piotra i Pawła;
- Kaplica św. Michała Archanioła;
- Kaplica św. Benedykta z ołtarzem w stylu klasycystycznym wykonanym w stiuku i polichromowany[5].

Dawniej było dziesięć ołtarzy. Były jeszcze dwa ołtarze boczne św. Klary i św. Barbary oraz ołtarz Ukrzyżowania w kaptularzu zakonnym. Obecnie w kaptularzu mieści się kaplica adoracji Najświętszego Sakramentu z klęcznikiem papieskim. Na tym klęczniku 9 czerwca 1999 Jan Paweł II adorował Najświętszy Sakrament odprawiając nabożeństwo czerwcowe. W podłodze tej kaplicy znajduje się najstarszy przedmiot w kościele kamienna płyta z 1715 z epitafium w języku łacińskim: "Błogosławieni, którzy w Panu umierają, albowiem czyny ich podążają za nimi".
Przed prezbiterium jest zejście do krypt, gdzie chowano zmarłych zakonników. W jego podziemiach grobowiec biskupa wigierskiego Franciszka Karpowicza.

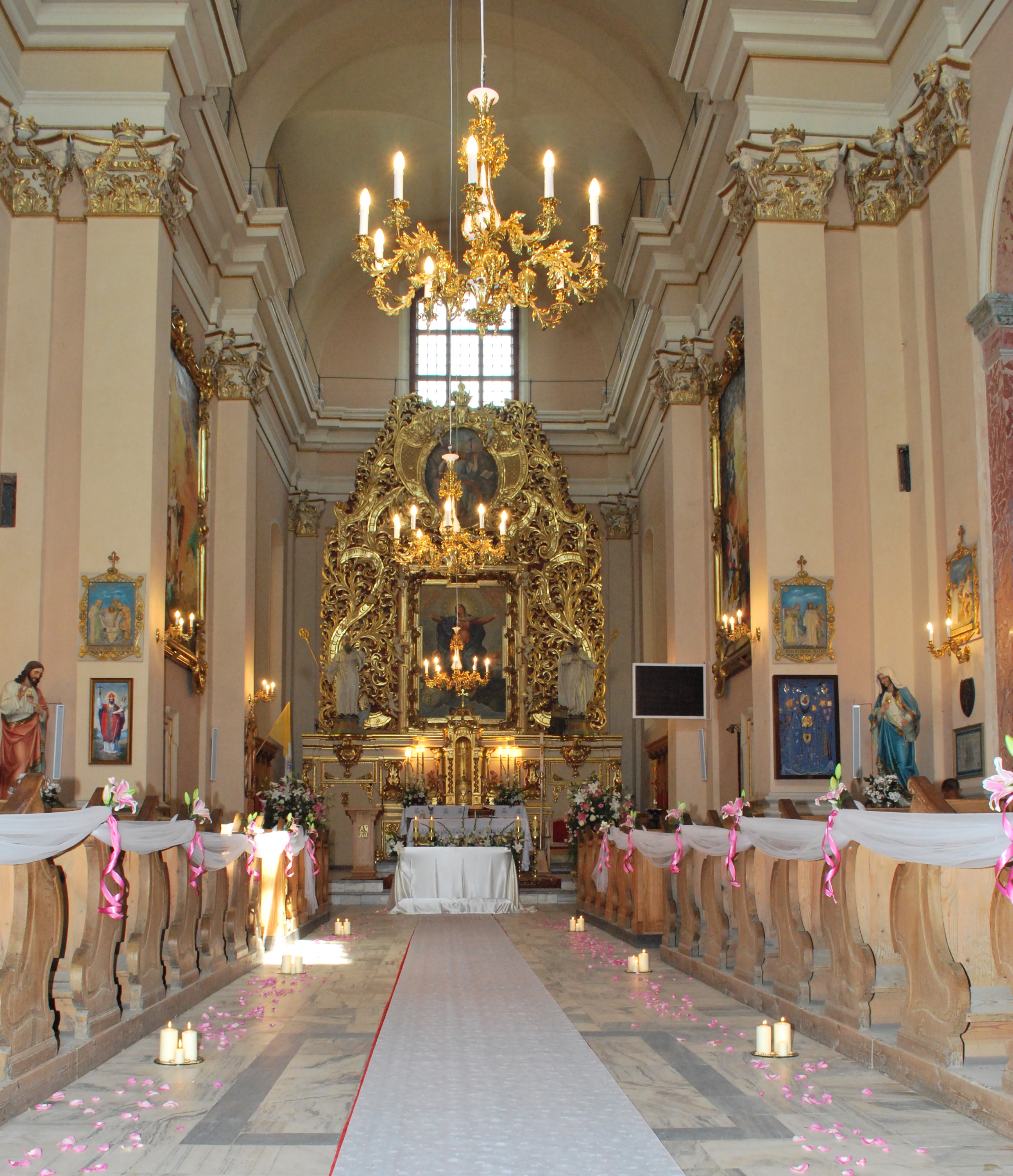
Wnętrze nawy głównej
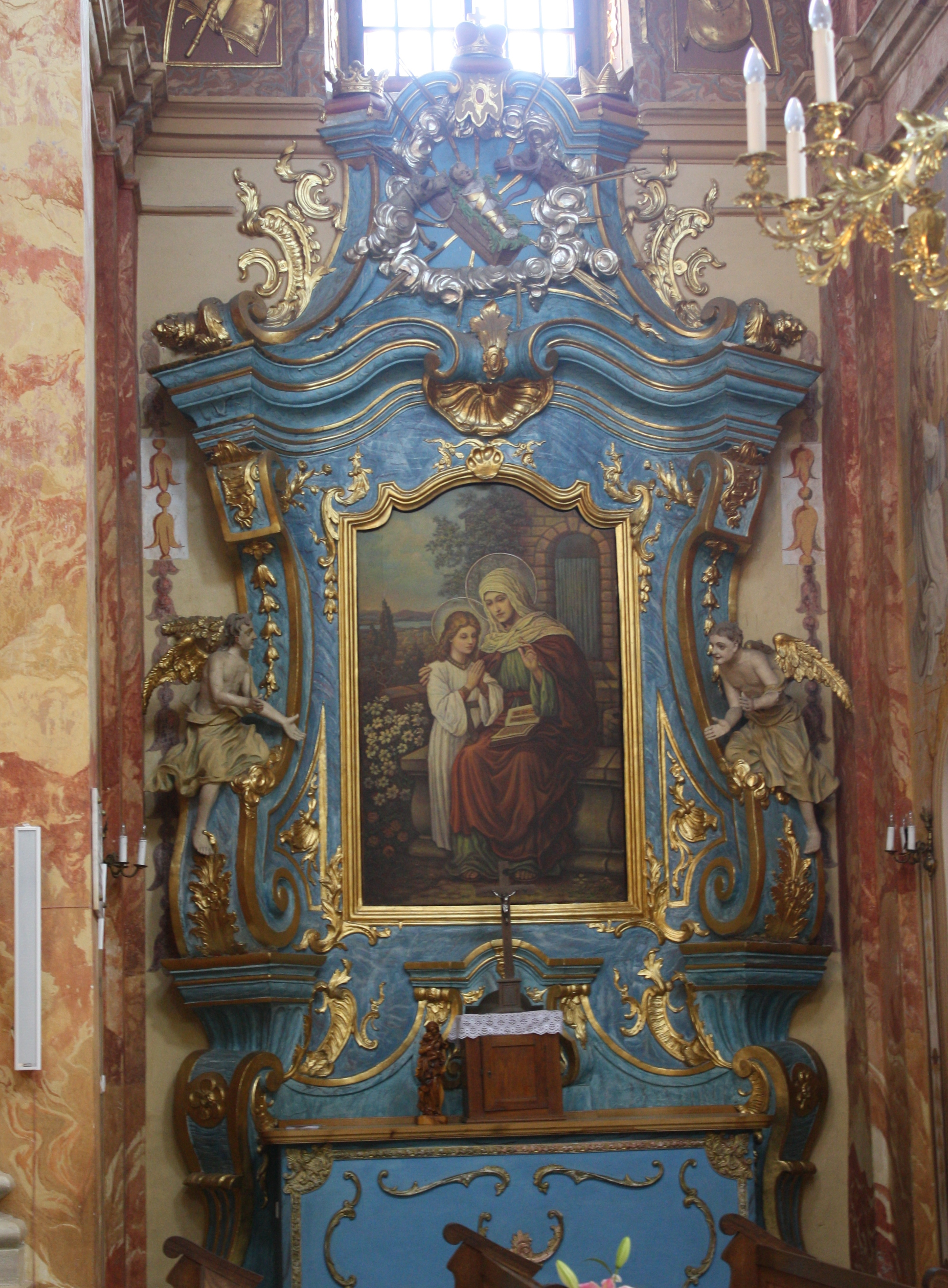
Ołtarz w kaplicy NMP
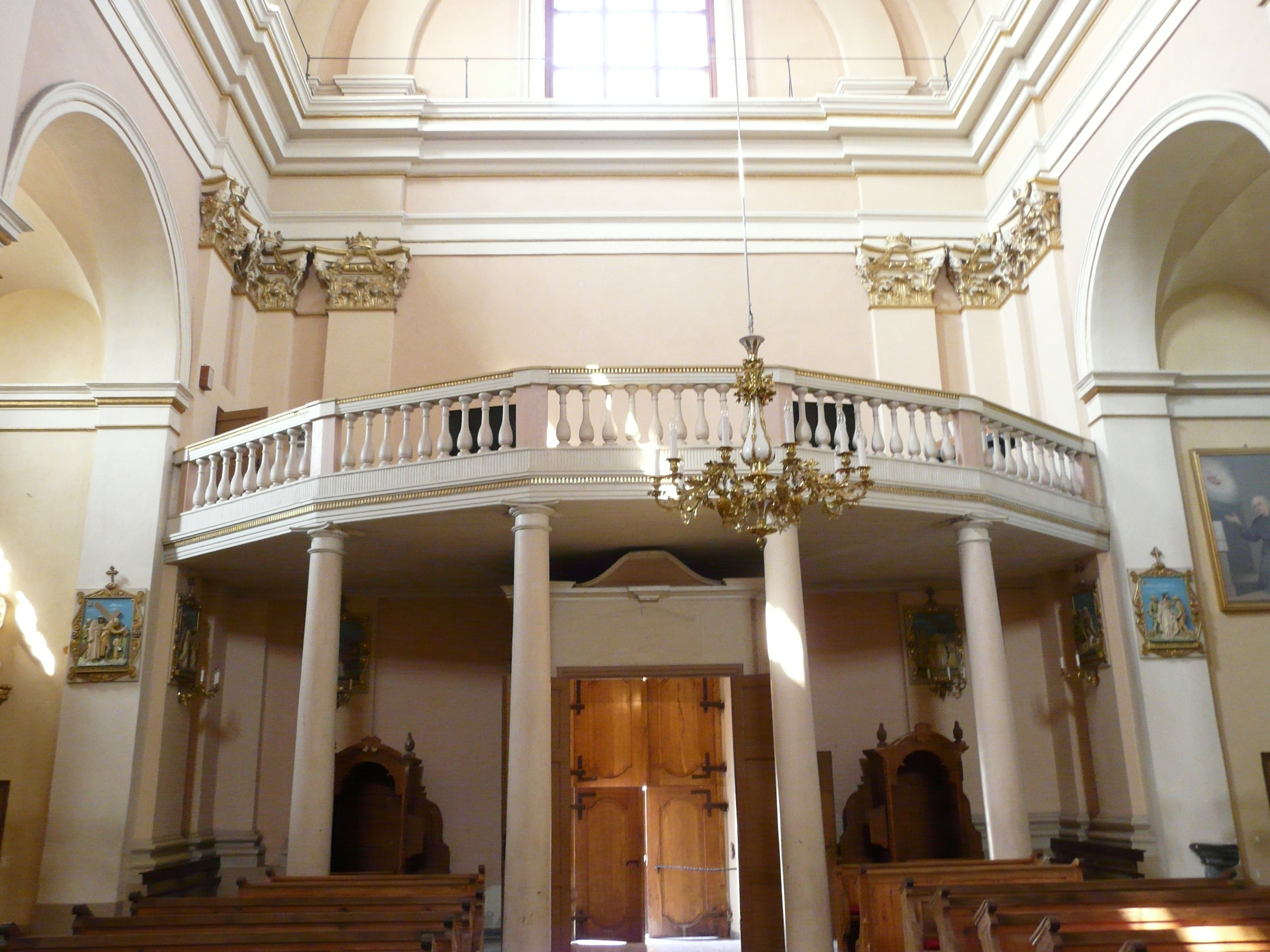
Chór